# Beder-Malling
Beder-Malling er en satellit- og stationsby i Østjylland med 9.395 indbyggere  (2024) beliggende i Aarhus Kommune, knap 15 kilometer fra centrum af Aarhus. De to byer Beder og Malling betragtes fra 1. januar 2013 som et samlet byområde jf. Danmarks Statistiks opgørelsesmetode. Byen har nummer 751-18860 hos Danmarks Statistik.
Det større Beder-Malling lokalsamfund har 10.017 indbyggere den 1. april 2019.